# 닥터자르트

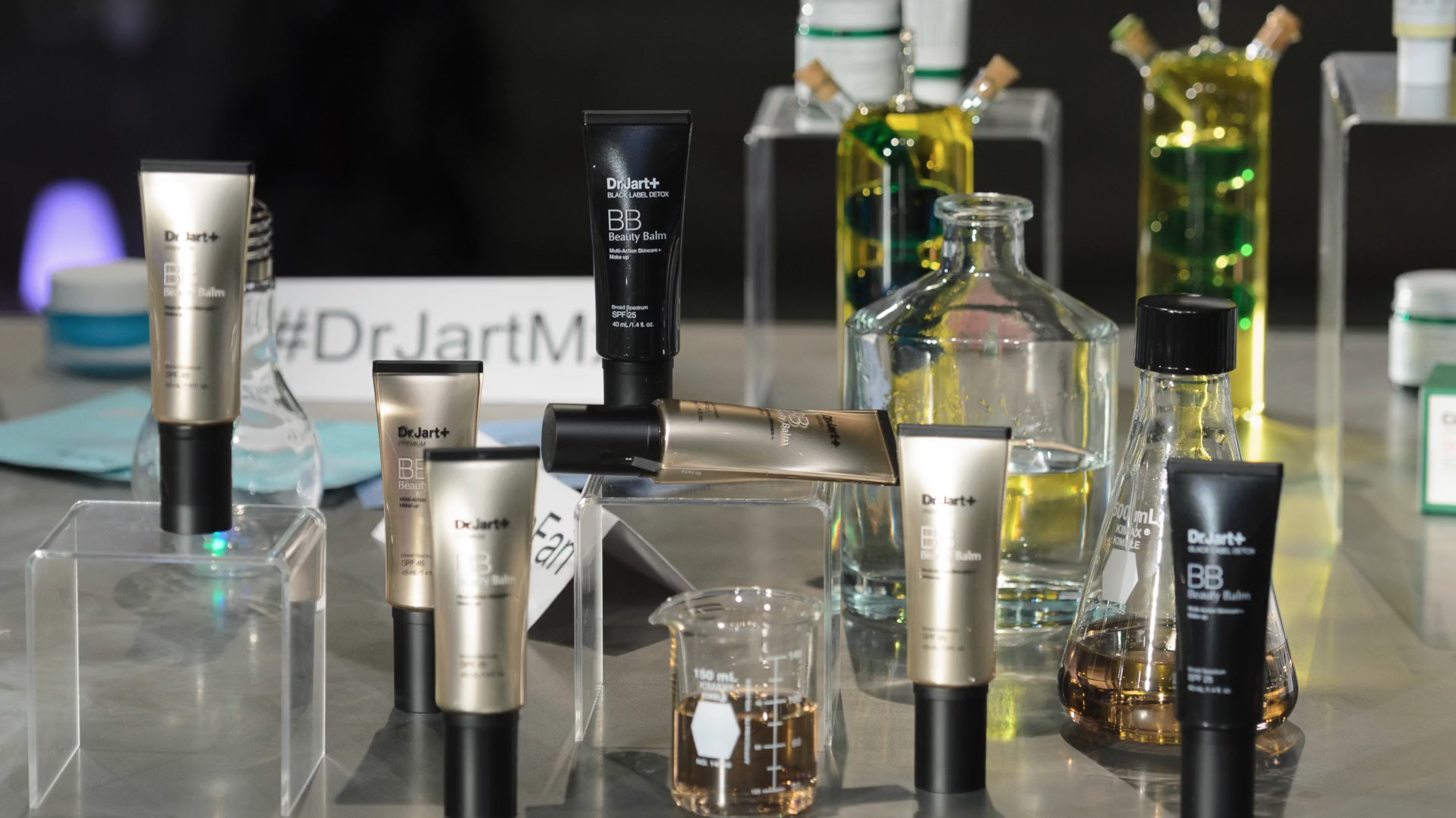
닥터자르트의 BB 크림과 화장품들

닥터자르트(영어: Dr.Jart+)는 대한민국의 화장품 기업이다. 2004년 이진욱이 피부과 전문의 정성재 박사의 자문을 받아 만들었다.
닥터자르트는 세라마이딘(Ceramidin), 시카페어(Cicapair)라는 제품 라인을 제조 및 판매하고 있으며, 2011년 미국 시장에 BB 크림을 처음으로 소개한 것으로 알려져 있다.
닥터자르트의 모회사인 해브앤비는 2019년 에스티 로더에 인수되었다.